# BMW H2R
La BMW H2R (Hydrogen Record Car en anglais) est un  concept car prototype expérimental de voiture de compétition à moteur à hydrogène liquide et à essence, de 2004, du constructeur automobile allemand BMW. Elle fait partie des 17 œuvres de la série BMW Art car.

## Données techniques, dimensions

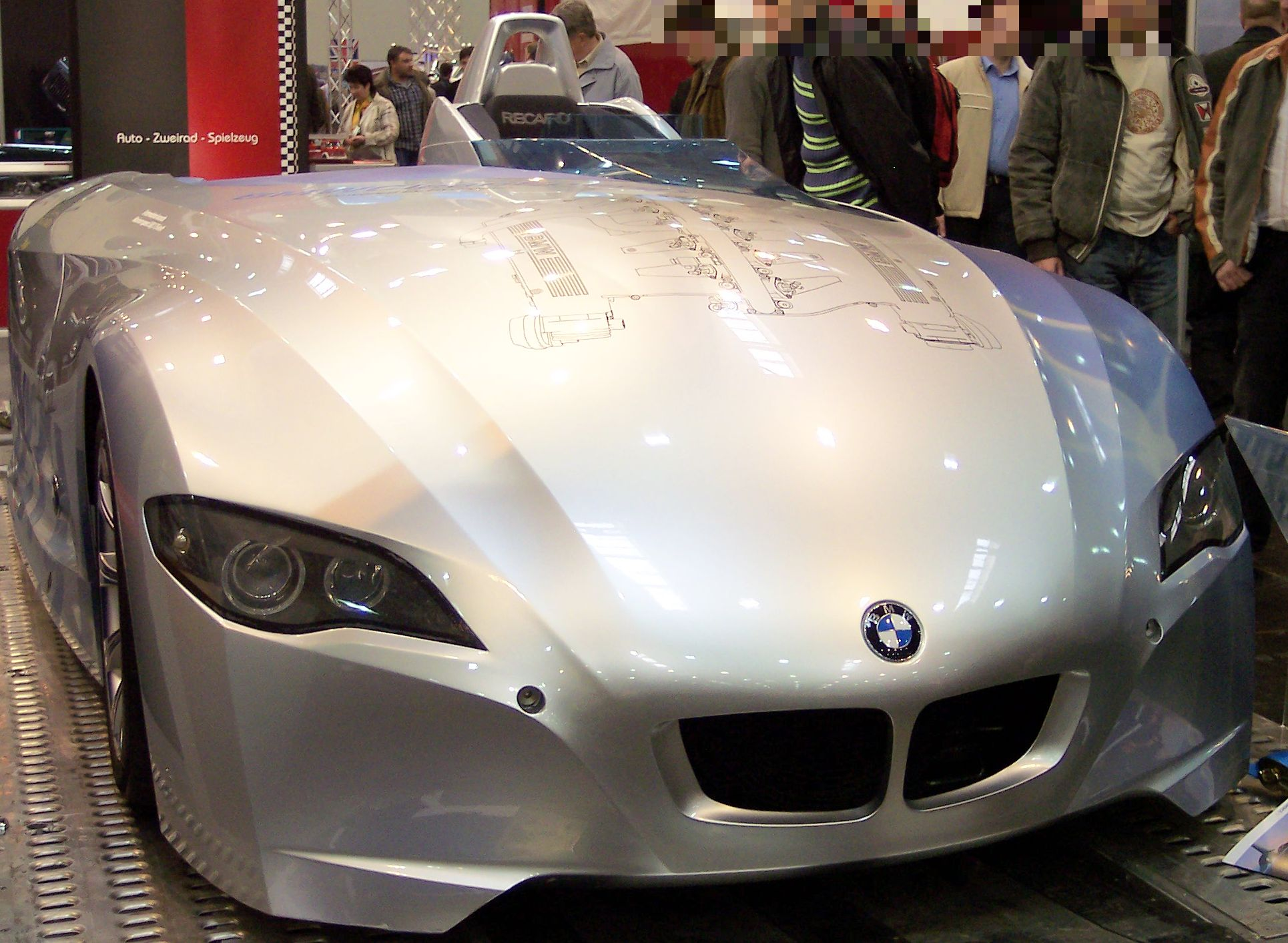
Vue avant

Contrairement à d’autres constructeurs automobiles, BMW n’utilise pas de pile à combustible dans le cadre de l’entraînement à l’hydrogène dans la H2R, mais un moteur essence largement conventionnel, également installé dans des véhicules de tourisme standard. Le moteur V12 de 6 litres est un moteur très innovant de BMW 760Li / BMW Hydrogen 7, capable de fonctionner indifféremment à l'essence (avec une puissance de 445 chevaux), ou bien à l’hydrogène liquide (à défaut d'hydrogène comprimé à l'état gazeux, avec 285 chevaux (210 kW), pour une vitesse de pointe de 302,4 km/h). L’hydrogène liquide est stocké dans un réservoir de 11 kg à -252 °C, à très haute pression.
La carrosserie est en aluminium, fibre de carbone et plastique.
La H2R mesure 5,40 mètres de long, 2,01 mètres de large, 1,34 mètre de haut et pèse 1 560 kilogrammes (pilote compris).
Le coefficient de traînée (cx) de la voiture est de 0,21.

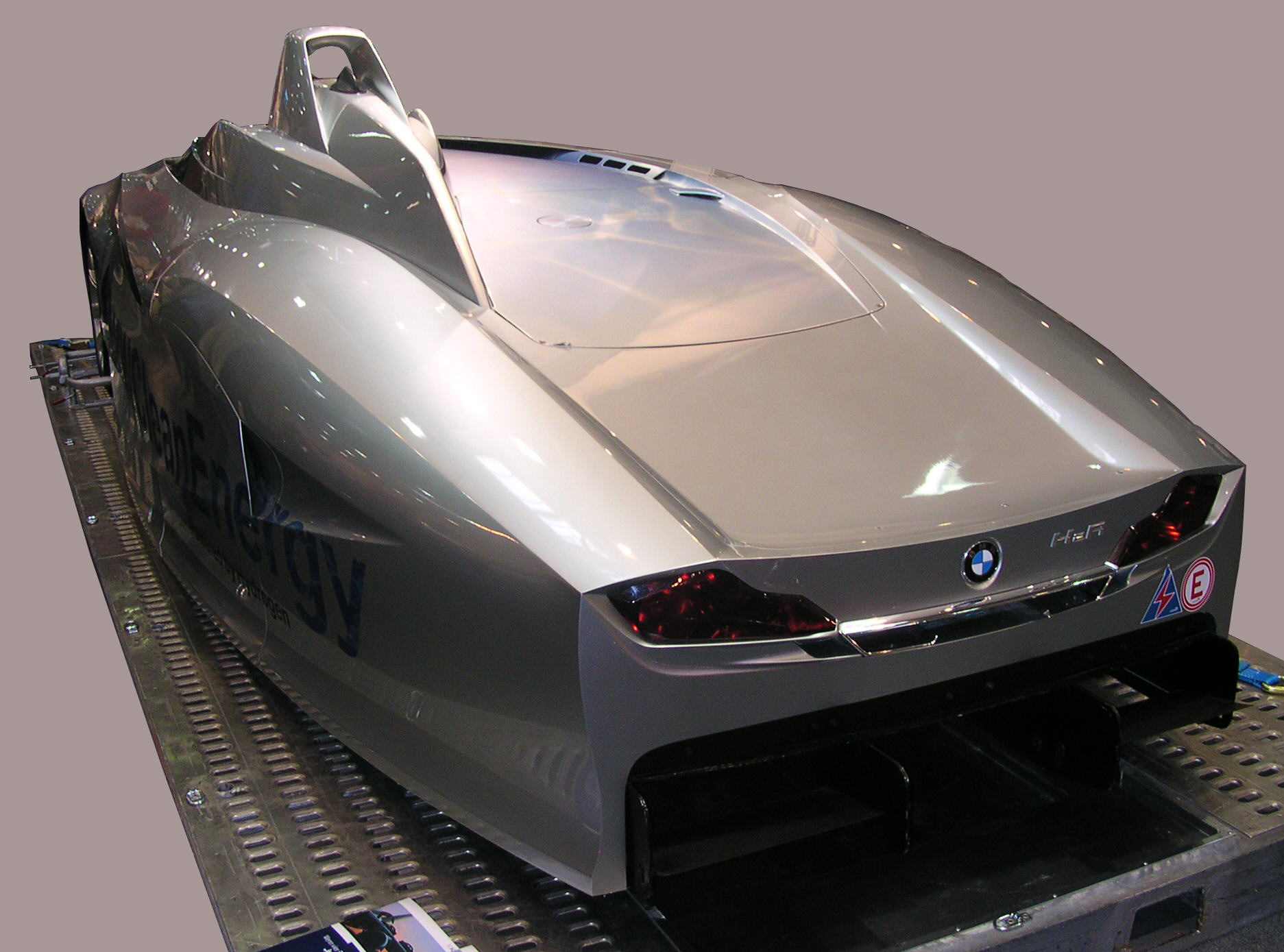
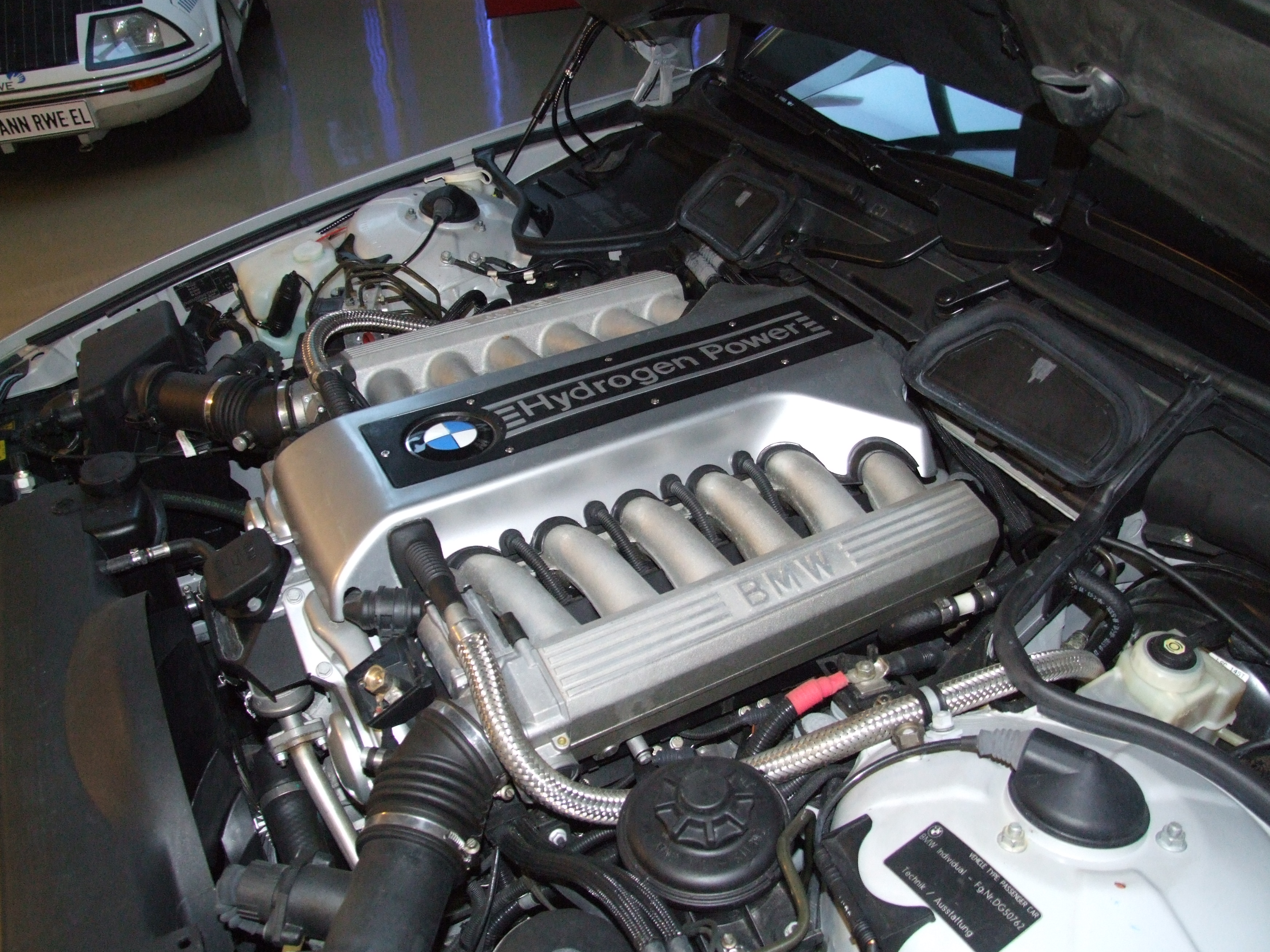
V12 BMW Hydrogen 7

En 2007 l'artiste contemporain Olafur Eliasson est désigné pour repeindre ce véhicule, pour la série BMW Art car, du musée BMW de Munich en Bavière. 
En 2009, BMW abandonne ses recherches en moteur à essence et hydrogène, pour poursuivre entre autres dans le domaine des technologies à base de pile à combustible.

## Records
Cette voiture expérimentale a établi neuf records internationaux de vitesse catégorie « voiture à hydrogène » sur le circuit de Miramas (circuit automobile privé d'essai à haute vitesse BMW, près de Marseille en France).
- Départ lancé :
  - 1 kilomètre en 11,993 secondes (vitesse moyenne de 300,190 km/h)
  - 1 mile en 19,912 secondes (vitesse moyenne de 290,962 km/h)

- Départ arrêté
  - ⅛ de mile en 9,921 secondes (vitesse moyenne de 72,997 km/h)
  - ¼ de mile en 14,933 secondes (vitesse moyenne de 96,994 km/h)
  - ½ mile en 17,269 secondes (vitesse moyenne de 104,233 km/h)
  - 1 kilomètre en 26,557 secondes (vitesse moyenne de 135,557 km/h)
  - 1 mile en 36,725 secondes (vitesse moyenne de 157,757 km/h)
  - 10 kilomètres en 146,406 secondes (vitesse moyenne de 245,892 km/h)
  - 10 miles en 221,052 secondes (vitesse moyenne de 262,094 km/h)